# Killamarsh
Killamarsh è un paese di 9 627 abitanti della contea del Derbyshire, in Inghilterra.
Ci sono diverse piccole comunità all'interno del paese: Norwood, Nethergreen, Westthorpe e Upperthorpe circondano il centro del paese.